# Joel Graterol
Joel David Graterol Nader (ur. 15 maja 1997 w Valencii) – wenezuelski piłkarz występujący na pozycji bramkarza, reprezentant Wenezueli, od 2024 roku zawodnik kolumbijskiej Amériki Cali.